# 스미조메역
스미조메역(일본어: 墨染駅)은 일본 교토부 교토시 후시미구에 위치한 게이한 전기철도 게이한 본선의 역이다. 역 번호는 KH31이다.

## 역 구조
상대식 승강장 2면 2선의 지상역이다. 승강장의 단바바시 방향에 개찰구가 상하선에서 독립되어 설치되어 있어, 개찰 내에서 양쪽 플랫폼의 왕래는 어렵다. 1990년대 중반까지 구내 건널목이 있었지만 지금은 철거되어 있다. 역 구내의 슬로프는 2009년 4월 배리어 프리 대책의 새로운 기준에 맞추어 경사가 완만하게 되었다.
역명의 "스미조메"와 연관되어, 승강장 지붕의 기둥과 보 등을 다른 역보다 짙은 회색으로 칠해졌던 적이 있었는데, 1980년대 중반부터 역명을 따서 집 기둥을 회색으로 발라놓았다.

### 승강장
| 번호 | 노선          | 방향 | 행선                                                         |
| ---- | ------------- | ---- | ------------------------------------------------------------ |
| 1    | ■ 게이한 본선 | 상행 | 산조・데마치야나기 방면                                      |
| 2    | ■ 게이한 본선 | 하행 | 주쇼지마・히라카타시・교바시・요도야바시・나카노시마 선 방면 |

※ 두 승강장의 유효 길이는 7량이다.

## 이용 현황
| 연도   | 하차 인원 | 승차 인원 |
| ------ | --------- | --------- |
| 2007년 | 8,545     | 4,385     |
| 2008년 | 8,374     | 4,227     |
| 2009년 | 8,455     | 4,258     |
| 2010년 | 8,052     | 4,060     |
| 2011년 | 7,953     | 3,926     |
| 2012년 | 7,981     | 4,071     |
| 2013년 | 7,718     | 4,033     |
| 2014년 | 7,911     | 4,079     |
| 2015년 | 8,393     | 4,230     |

## 역 주변
- 서일본여객철도(JR 서일본) 나라 선 JR 후지노모리 역 - 동쪽으로 약 600m
- 긴테쓰 교토 선 후시미 역 - 남서쪽으로 약 700m
- 교토 교육대학
- 교토 교육대학 부속 고등학교
- 교토 시 후지노모리 초등학교
- 후시미 스미조메 우체국
- 국도 제24호선
- 니시후쿠지 절
- 스미조메 절 -역명의 유래[1]
- 후지노모리 신사
- 스미조메 발전소
  - 비와코 수로・후시미 강삭철도 흔적
- 게이한 전철 스미조메 변전소

## 인접역
| 게이한 전기철도 ■ 게이한 본선 | 게이한 전기철도 ■ 게이한 본선                  | 게이한 전기철도 ■ 게이한 본선     |
| ----------------------------- | ---------------------------------------------- | --------------------------------- |
| KH30 단바바시 요도야바시 방면 | ■ 통근 준특급 (평일 하행 운전) ■ 준특급 ■ 보통 | 후지노모리 KH32 데마치야나기 방면 |